# Nuevo Huixtán
Nuevo Huixtán es una localidad del estado mexicano de Chiapas. Es parte del municipio de Las Margaritas.

## Toponimia
El nombre «Huixtán» proviene del término en náhuatl Huitztla, cuyo significado es «lugar de espinas».

## Demografía
| Gráfica de evolución demográfica |
|                                  |

| Censo | Población |
| ----- | --------- |
| 1970  | 200       |
| 1980  | 346       |
| 1990  | 445       |
| 2000  | 561       |
| 2010  | 943       |
| 2020  | 1 116     |